# 九十六號公路
《九十六號公路》是一款2021年推出的冒險電子角色扮演遊戲，由法國工作室DigixArt開發和發布，作為HP的OMEN Presents計劃的一部分，並得到Plug In Digital的額外發行支持。
這款遊戲的時間設定在1996年中後期，背景是虛構的國家皮特拉，這是一個由獨裁政權統治的威權主義國家，正在經歷一個可能引起巨大變化的總統選舉日。玩家控制幾名青少年，他們試圖通過九十六號公路逃離該國，前往皮特拉的北部邊境。
此遊戲於2021年8月16日發布，適用於Microsoft Windows和任天堂Switch，後來於2022年4月14日登陸PlayStation 4、PlayStation 5、Xbox One和Xbox Series X/S。這款遊戲在發行時獲得了普遍的好評。
該遊戲的前傳名為《九十六號公路：0 英里》，於2023年4月發布。

## 遊戲玩法
《九十六號公路》是一款以第一人稱視角玩的冒险游戏。在遊戲的劇情中，玩家將扮演幾名正在搭便車的青少年，並試圖逃離威權國家皮特拉，而過程中需要避免被逮捕或殺害。每當玩家操控的角色成功或失敗的越過邊境時，玩家將控制另一位青少年繼續嘗試越過邊境。每一次的嘗試越過邊境都會推進整個故事情節，最終在皮特拉的總統選舉日，也就是9月9日達到故事的高潮。
玩家可以透過搭便車、步行、乘坐公車、叫計程車以及偷車等方式前往皮特拉的北部邊境。在旅途的路線上程式會生成各種不同的停靠點，玩家可以在停靠點中進行探索、搜尋補給品，並與各種角色互動。玩家有類似生命值的能量計量表，在執行某些主要行動時會消耗這些能量，並且可以透過在指定地點吃食物或睡覺來恢復。能量計量表完全耗盡時會導致玩家的角色昏倒並被逮捕。玩家還可以用他們找到的、賺到的、搜尋到的或偷來的金錢來購買服務和商品。
在每次嘗試越過邊境的旅途中，玩家會遇到七個關鍵的非玩家角色。與這些角色的互動後會得到一些對話和小遊戲，這些互動會產生特殊物品，解鎖獎勵和互動的機會，這些也會在一次次的越過邊境後延續到下一次。每一次與這些關鍵角色互動後都會揭露更多關於設定和角色自身的背景故事，同時推進遊戲的故事情節。玩家被允許能做出影響主要故事情節的選擇，這些選擇會影響當下總統選舉的結果和角色們之後的人生發展。

## 開發
該遊戲由法國工作室DigixArt開發，這是一個約有15名員工的小型開發團隊。該遊戲由《英勇之心：偉大戰爭》的創作者Yoan Fanise執導。據開發人員稱，遊戲故事的靈感來自昆汀·塔倫提諾、科恩兄弟和奉俊昊的作品。它的靈感來自不同的小說作品，從《七寶奇謀》到《紅豬》。遊戲中提供給玩家的一項出國務工的考試，通過後允許玩家逃到國外工作，此考試是基於現實世界中北韓的出國審核考試而設計的。該遊戲具有廣泛的程式生成功能。據該團隊稱該遊戲有148,268個故事排列。
《九十六號公路》在2020年游戏大奖上揭曉。遊戲於2021年8月16日在任天堂Switch和Microsoft Windows上發布。該遊戲的廣告因具有政治動機而被Facebook刪除。它於2022年4月14日在Xbox One和Xbox Series X/S以及PlayStation 4和PlayStation 5上發布。

## 評價
根據評論網站Metacritic的數據，《九十六號公路》獲得了「普遍好評」的評論。《Rock Paper Shotgun》的Alice Bell評論說：「這是一次很棒的旅程」，但她並不認為這款遊戲有特別好的表現出穿越邊境的逃亡者或無家可歸的青少年的現實情況。
Eurogamer的Christian Donlan評論道：「我從一開始就愛上了《九十六號公路》，並且在遊戲結束時依然愛著它」，他特別提到了遊戲的劇本和玩法；然而，他也指出遊戲中角色故事完成度的計量表給人一種不自然的感覺。Eurogamer.it的 Marco Procida評論說這款遊戲為小眾向，但擁有著非常好的配樂。
IGN的Tristan Ogilvie很享受這次體驗，但也發現了一些在視覺表現和使用者介面方面的缺點。
來自Nerdando.com的Stefano Scutti表示：「《九十六號公路》是一種需要親身體驗的遊戲」，並為這款遊戲的「敘事實驗」授予了金牌。
Nintendo World Report的Joe Devader認為這款遊戲總體上很有趣，儘管存在某些技術缺陷影響了遊戲體驗。The Escapist的Will Cruz評論說，雖然遊戲的背景故事和能選擇自己的冒險這些方面做得不錯，但他不推薦這款遊戲給對政治劇情和簡單小遊戲不感興趣的玩家。

## 外部連結
- 官方网站